# Salón Acme
Salón Acme es una feria de arte contemporáneo y plataforma de arte de artistas y proyectos emergentes nacionales e internacionales, que se lleva a cabo durante la Semana del Arte en Ciudad de México. 

## Historia
En 2013 fue creado por Base Proyectos y Archipiélago. Desde sus inicios se realiza en Proyecto Público Prim, una casona ubicada en la Colonia Juárez. En 2024 se llevó a cabo su undécima edición, bajo la dirección de Ana Castella.

## Actividades
Se reúnen más de 50 artistas y se presentan piezas en diversos formatos como esculturas, fotografía, instalación, pintura, ilustración, performance, entre otras. El evento se divide en seis secciones:
- Convocatoria: espacio principal de exhibición de obra de las personas artistas seleccionadas a través de una convocatoria previa.
- Estado: entidad de la República Mexicana invitado.
- Bodega: selección de un grupo pequeño de artistas para exhibir su obra por medio de un recorrido pictórico.
- Proyectos: presentación de proyectos con otros países como Canadá, Argentina, España y Colombia.
- Patio: invitación a un artista para ocupar el patio central.
- Sala: curaduría de publicaciones independientes, libros, folletos, así como material de consulta con un enfoque social.